# Бодија (Салаж)
Бодија (рум. Bodia) насеље је у Румунији у округу Салаж у општини Бучуми. Oпштина се налази на надморској висини од 315 m.

## Становништво
Према подацима из 2002. године у насељу је живело 305 становника, од којих су сви румунске националности.